# Thomas Sopwith
Sir Thomas Octave Murdoch Sopwith, CBE, Hon FRAeS (født 18. januar 1888, død 27. januar 1989) var en engelsk luftfartspioner og sejlsportsmand.
Som 18-årig købte han sammen med en kammerat en luftballon, og i 1910, blot 22 år gammel, lærte han sig selv at flyve i et Howard Wright Avis-fly. Allerede samme år vandt han sin første konkurrence og modtog 4.000 pund i præmie for at have foretaget den længste flyvning fra England til et sted på kontinentet. Sopwith landede i Belgien og havde været tre timer og fyrre minutter om at tilbagelægge den 272 kilometer lange tur. 
Siden vandt han konkurrencer i USA, inden han blev opslugt af arbejdet med sin flyverskole og begyndte selv at designe fly.
I 1912 stiftede Sopwith flyproducenten Sopwith Aviation Company Ltd.
Under første verdenskrig masseproducerede Sopwiths fabrikker fly til det britiske flyvevåben. Mest kendt blev jagerflyet Sopwith Camel, som selv om det først kom med i krigen i 1917, alligevel var den flytype, der nedskød flest tyske fly. Det var således piloten i en Sopwith Camel, der i luften over Frankrig nedskød Den Røde Baron, tyskernes legendariske flyver-es. 
I mellemkrigstiden videreførte Sopwith flyproduktion med firmaet Hawker Aircraft Ltd., som blandt andet producerede det kendte jagerfly Hawker Hurricane, som blev brugt under slaget om Storbritannien.
Et af de mest ikoniske fly fra fabrikken var Sea Harrier, som var i stand til at lette og lande vertikalt. Dette fly deltog blandt andet i slaget om Falklandsøerne.
Sopwith var en ivrig sejler og fik bygget yachten Philante. Det blev efter anden verdenskrig overtaget af den norske stat som kongeskib og omdøbt til KS Norge.